# Susan Crockford
Susan Janet Crockford (geb. 1954 in Toronto) ist eine kanadische Zoologin und Autorin.

## Leben und Werk
Crockford studierte Zoologie an der University of British Columbia (Bachelor of Science 1976) und der University of Victoria (Promotion 2004). Sie war Lehrbeauftragte (Adjunct Professor) an der University of Victoria. Crockford war auch in Museen und wissenschaftlichen Sammlungen tätig, etwa am Royal British Columbia Museum. Mit Rebecca Wigen und Gay Frederick gründete und betreibt sie sie PacificID, eine an der Universität von Victoria angesiedelte Firma. PazificID bietet eine weite Reihe von Untersuchungen zur Fauna der amerikanischen Westküste an. Die Firma hat unter anderem eine bedeutende Sammlung von Fischüberresten, die von biologischem wie archäologischem Interesse sind. Crockford erforschte unter anderem archäologische Vorkommen von Thunfischüberresten an der nordöstlichen Küste Amerikas. Im 20. Jahrhundert sind keine Vorkommen der wärmeliebenden Thunfische dort bekannt, in den letzten 5.000 Jahren wurden aber laut Crockford Thunfische an der Küste British Columbias und des heutigen US-Bundesstaats Washington gefunden und gejagt.
Sie hat sich intensiv mit der Domestikation des Haushundes befasst. In der zweiteiligen Dokumentation Dogs That Changed the World, einer bei PBS 2007 erschienen Filmdokumentation über die Domestikation des Haushundes, war sie als wissenschaftliche Beraterin genannt und wurde mehrfach interviewt. Ihr Buch Rythms of Life von 2006 beschreibt und behauptet eine zentrale Rolle der Schilddrüsenhormone und deren wechselnder Menge bei der Evolution. Sie bezieht die durchaus umstrittene These insbesondere auf die Domestikation des Wolfes und der Wechselwirkung zwischen Haushunden und Mensch. Sie widersprach der These einer vergleichsweise seltenen Erfindung der Domestikation durch bestimmte Gesellschaften. Crockford betont eine aktive Rolle der Tiere, die sich die vom Menschen und dessen Abfällen gebotene ökologische Nische zu Nutze machten. Domestikation(en) seien in einer vergleichsweise kurzen Zeit und schon recht früh erfolgt. In einem Feldhandbuch (A Practical Guide to In Situ Dog Remains for the Field Archaeologist) gibt sie Hinweise und Ratschläge für den archäologischen Umgang mit Hundeüberresten.
Crockford vertritt auf ihrem Blog und in im Eigenverlag veröffentlichten Büchern – im Widerspruch zum Stand der Wissenschaft, demzufolge Eisbären durch Rohstoffförderung und den Klimawandel gefährdet sind – die These, dass Eisbären nicht bedroht seien. Sie hält mit dem Verweis auf frühere gravierende Klimaänderungen eine breite Anpassungsfähigkeit der Eisbärenpopulationen für gegeben. Die entsprechenden Mechanismen seien allerdings nach wie vor nicht komplett bekannt. Die zeitweisen Einbrüche in den Eisbärenpopulationen 1974 und 2004–2006 seien mit Zeiten vergleichsweise dicken Meereseises im Umfeld der Beaufortsee verbunden gewesen. Begutachtete Fachveröffentlichungen zu Eisbären hatte sie bis 2017 nicht aufzuweisen. Auf Blogs, die Kreisen sogenannter „Klimaskeptiker“ zuzurechnen sind, erhielten ihre Thesen hingegen viel Zustimmung. Sie wird dort als „Expertin“ zu dem Thema geführt, so eine Untersuchung zu Strategien von Blogs, die den menschenverursachten Klimawandel leugnen oder dessen Folgen herunterspielen. Auch in Presse-Kommentaren wurden ihre Thesen als beachtenswert angesehen.
Crockford hat sich an Berichten für die zum organisierten Climate-Denial gehörende Global Warming Policy Foundation und das Heartland Institute beteiligt. Mit Eaten veröffentlichte sie 2015 einen Thriller, der im Jahr 2025 im Umfeld der Arktis spielt. Im Stile der Katastrophenfilme der 1970er wie Der weiße Hai sind dabei Eisbären die zentrale Gefahr und eine größere Anzahl der Tiere überfallen Siedlungen in Fogo Island in Neufundland. 2017 hielt sie bei einer von den beiden Klimaleugnerorganisationen EIKE und CFACT veranstalteten „Klimakonferenz“ in Düsseldorf via Skype einen Vortrag über Eisbären.

## Veröffentlichungen (Auswahl)
- Evolutionary roots of iodine and thyroid hormones in cell–cell signaling. Integrative and Comparative Biology 49, 2009, doi:10.1093/icb/icp053 (freier Volltext).
- mit SG Frederick: Sea ice expansion in the Bering Sea during the Neoglacial: evidence from archaeozoology. The Holocene 17, 2007, doi:10.1177/0959683607080507.
- Animal domestication and heterochronic speciation: the role of thyroid hormone. In: N. Minugh-Purvis, K. McNamara (Hrsg.): Human Evolution Through Developmental Change. Johns Hopkins University Press, Baltimore 2002, S. 122–153.
- Commentary: Thyroid hormones in Neandertal evolution: A natural or a pathological role? In: Geographical Review. 92(1), 2002, S. 73–88.
- Dog evolution: a role for thyroid hormone physiology in domestication changes. In: S. J. Crockford (Hrsg.): Dogs Through Time: An Archaeological Perspective. Archaeopress S889, Oxford, U.K. 2000, S. 11–20.
- A commentary on dog evolution: regional variation, breed development and hybridization with wolves. In: S. J. Crockford (Hrsg.): Dogs Through Time: An Archaeological Perspective. Archaeopress S889, Oxford, U.K. 2000, S. 295–312.
- mit C. J. Pye: Forensic reconstruction of prehistoric dogs from the Northwest coast, in: Canadian Journal of Archaeology 21,2 (1997) 149–153.